# مجموعة راديو وتلفزيون أفينير
مجموعة راديو و تلفزيون أفينير (RTG@) هي شركة شبكة تلفزيونية في جمهورية الكونغو الديمقراطية . وهي عضو في مجموعة شركات مجموعة أفينير. تقع مكاتب الشركة في منطقة لا غومبي بوسط كينشاسا .الرئيس التنفيذي للمجموعة والشبكة هو بيوس موبيلو. تأسست الشبكة في عام 2003.

## العمليات
تبث قناة RTG@ TV باللغتين الفرنسية واللينجالا. تبث قناة RTG@ TV على القناة UHF 45 في كينشاسا، وفي جميع أنحاء أفريقيا على القمر الصناعي Intelsat 4. يعد المسلسل التلفزيوني الإيفواري Ma Famille (عائلتي) جزءًا من جدول RTG@.

## روابط خارجية
- (بالفرنسية) Groupe Avenir.cd